# Olympia-Morata-Gymnasium
Das Olympia-Morata-Gymnasium in Schweinfurt ist ein Gymnasium, das mehrheitlich (ca. 85 % der Schüler) von Mädchen besucht wird und 1980 aus einem reinen Mädchengymnasium hervorgegangen ist.

## Geschichte
Der Töchterschulverein Schweinfurt gründete 1878 eine private Höhere Töchterschule in der Zehntstraße 18. Die ersten sieben Schülerinnen erhielten 1879 ihr Abschlusszeugnis. 1880 bezog die Schule ein neues Gebäude An den Schanzen. Hier blieb die Schule bis 1955.
Die Schule wurde 1911 von der Stadt Schweinfurt als „Städtische Höhere Mädchenschule“ übernommen. Auf Beschluss der Stadt wurde die Schule 1925 in das sechsklassige „Städtische Mädchenlyceum“ umgewandelt. Erst 1938 folgte der Ausbau zum achtklassigen Mädchengymnasium als „Städtischen Oberschule für Mädchen“ mit Abiturberechtigung. Die ersten Reifezeugnisse wurden 1941 an 8 Schülerinnen ausgegeben. Nach dem Zweiten Weltkrieg wurde das Schulleben 1946 wieder aufgenommen.
Es folgten zwei Umbenennungen: 1947 in „Mädchen-Oberrealschule“ und 1951 in „Städtisches Mädchen-Realgymnasium Schweinfurt“. Es wurde 1952 ein Architekten-Wettbewerbs für ein neues Schulhaus an der Steinstraße, der heutigen Ignaz-Schön-Straße, ausgeschrieben. Das heutige Gebäude wurde nach den Plänen der Münchner Architekten N. Woita und Fred Angerer gebaut und 1956 eingeweiht. Zeitgleich erfolgte die Namensverleihung: „Olympia-Morata-Schule“ (OMS). Die Schule erhielt 1957 eine neue Turnhalle.
Der neusprachliche Zweig der Schule wurde 1966 durch einen sozialwissenschaftlichen Zweig ergänzt. Auf Antrag der Stadt Schweinfurt wurde die Schule 1970 verstaatlicht und in „Olympia-Morata-Gymnasium“ (OMG) umbenannt. Das Gymnasium beteiligte sich am Schulversuch Orientierungsstufe. Im Jahr 1973 wurde ein Pädagogisches Seminar und 1976 die Kollegstufe eingerichtet. Die erste Ausgabe der Schülerzeitung VERSUCH wurde 1974 herausgebracht. Diese wurde im Jahr 2017 zu OLYMP umbenannt und umgestaltet.
Das Gymnasium wurde 1980 für Jungen geöffnet. Es erhielt 1989 eine neue Dreifachturnhalle an der Paul-Gerhardt-Straße. Im Schuljahr 2006/07 gewann mit Johannes von der Forst ein Lehrer des Olympia-Morata-Gymnasiums den erstmals vom Ki.Ka veranstalteten Wettbewerb um den Titel des „coolsten Lehrers Deutschlands“. Seit 2009 besteht eine innerschulische Mittagsverpflegung in einem eigenen Gebäude und nun auch ein Ganztages-Betreuungsangebot für die unteren Jahrgangsstufen.

## Gebäude
Das 1956 gebaute Schulgebäude besteht aus zwei Trakten mit jeweils quadratischer Grundform und Innenhof (Atriumbauten), die mit einem überdachten Gang verbunden sind. In dem einen sind die Schulverwaltung und spezielle Fachräume (Biologie, Physik, Chemie, Musik, Bibliothek u. a.) untergebracht, im zweiten die Klassenräume der Schüler. Die Innenhöfe sind teilweise begrünt und werden für Pausen und Veranstaltungen genutzt. 2009 wurde ein kleiner, dritter Trakt, die ehemalige Hausmeisterwohnung, zur Mensa mit Räumen für die offene Ganztagesbetreuung umgebaut. Als Besonderheiten verfügt das Schulgebäude über ein vollständig eingerichtetes Kellertheater und eine Lehrküche, da im sozialpraktischen Unterricht auch das Kochen gelehrt wird.

## Unterricht

### Schulzweige
Die Schule bietet heute einen sprachlichen Zweig sowie einen wirtschafts- und sozialwissenschaftlichen Zweig mit sozialwissenschaftlichem Profil und unterrichtsbegleitenden Praktika an. Bis einschließlich zur 7. Klasse ist für beide Zweige der Unterrichtsplan identisch, danach erfolgt die Aufspaltung.
Der Fremdsprachenunterricht umfasst im Sprachzweig die möglichen Sprachfolgen Englisch-Latein-Französisch, Englisch-Französisch-Spanisch und Englisch-Latein-Spanisch. Im wirtschafts- und sozialwissenschaftlichen Zweig tritt an die Stelle der dritten Fremdsprache Sozialkunde und sozialpraktischer Unterricht sowie Praktika im sozialen Bereich (z. B. Kinderbetreuungseinrichtungen, Krankenhäuser, Altenheime).

### Seminarschule
Die Schule ist bei der Lehrerausbildung Seminarschule in den Fächern Deutsch, Geographie, Englisch, Französisch und Sport (weiblich).

### Bläserklasse
Eine Besonderheit seit dem Schuljahr 2005/2006 ist die Bläserklasse, in der alle Schüler der 5. und 6. Klassen im regulären Musikunterricht und in zusätzlichen Unterrichtsstunden ein Blasinstrument erlernen. Das Gymnasium kooperiert hierbei mit der örtlichen Musikschule.

### Gemeinschaftsveranstaltungen
Während die unteren Jahrgangsstufen gemeinsam in Schullandheime fahren, findet in der 7. Klasse eine gemeinsame Sommersportwoche im Allgäu und in der 8. Klasse eine Sprachfahrt statt. In den höheren Jahrgangsstufen nehmen die Schüler an internationalen Austauschprogrammen und Klassenfahrten mit europäischen Zielen teil.

### Fachschafts-Projekte
Unter dem Motto „Naturwissenschaften sind für Jedermann“ bietet das P-Seminar im Fachbereich Biologie/Chemie für die Schweinfurter Schiller-Grundschule entsprechende Kurse an.
Seit Oktober 2021 steht der Planetenweg „Sonnensystem trifft Mainbogen“ in den Fluren zwischen Gochsheim und Sennfeld, erstellt von einem Projekt-Seminar Geographie des Olympia-Morata-Gymnasiums und ausgezeichnet vom bayerischen Kultusministerium.

## Bekannte Schüler
- Angelika Geyer (* 1948), klassische Archäologin
- Nurcan Üçeyler (* 1976), Neurologin und Hochschullehrerin
- Nina Welch-Kling, Fotografin